# Lesley Kerkhove
Lesley Kerkhove (Zierikzee, 4 november 1991) is een voormalig tennisspeelster uit Nederland. Kerkhove begon met tennis toen zij vier jaar oud was. Haar favoriete ondergrond is hardcourt. Zij speelt rechtshandig en heeft een tweehandige backhand. Zij was actief in het internationale tennis van 2008 tot 2024.

## Loopbaan
In 2011 werd Kerkhove Nederlands kampioen vrouwenenkelspel.
In 2014 maakte Kerkhove deel uit van het Nederlandse Fed Cup-team dat vanuit de regionale zone Europa/Afrika (gespeeld in Boedapest) promoveerde naar de Wereldgroep II play-offs.
In 2015 won zij op het ITF-toernooi van Équeurdreville zowel de enkel- als de dubbelspeltitel.
In 2016 stond Kerkhove voor het eerst in een WTA-finale, op het dubbelspeltoernooi van Båstad, samen met Wit-Russin Lidzija Marozava. Zij verloren van Andreea Mitu en Alicja Rosolska.
In 2017 bereikte zij de kwartfinale van het WTA-toernooi van Kuala Lumpur. Ook kwalificeerde zij zich dat jaar voor het US Open. Later dat jaar won zij de dubbelspeltitel op het WTA-toernooi van Luxemburg, samen met Wit-Russin Lidzija Marozava.
In de periode 2014–2021 maakte Kerkhove deel uit van het Nederlandse Fed Cup-team – zij behaalde daar een winst/verlies-balans van 4–4.
In 2018 werd Kerkhove voor de tweede keer Nederlands kampioene in het enkelspel. Met Demi Schuurs werd zij tevens nationaal kampioene in het dubbelspel.

## Persoonlijk
Op 20 juli 2019 trad Kerkhove in het huwelijk met voetballer Edinho Pattinama. Sindsdien speelt zij onder de naam Lesley Pattinama-Kerkhove.

## Posities op deWTA-ranglijst
Positie per einde seizoen:
| jaar | rang enkelspel | rang dubbelspel |
| ---- | -------------- | --------------- |
| 2008 | 1053           | –               |
| 2009 | 1005           | –               |
| 2010 | 604            | 603             |
| 2011 | 399            | 484             |
| 2012 | 321            | 480             |
| 2013 | 251            | 307             |
| 2014 | 222            | 226             |
| 2015 | 239            | 186             |
| 2016 | 186            | 112             |
| 2017 | 159            | 79              |
| 2018 | 171            | 90              |
| 2019 | 225            | 137             |
| 2020 | 178            | 107             |
| 2021 | 153            | 84              |
| 2022 | 207            | 275             |

## Palmares
| Legenda                 |
| ----------------------- |
| Grandslamtoernooi       |
| Olympische Spelen       |
| Year-End Championships  |
| Premier Mandatory       |
| Premier Five / WTA 1000 |
| Premier / WTA 500       |
| International / WTA 250 |
| Challenger / WTA 125    |

### WTA-finaleplaatsen enkelspel
geen

### WTA-finaleplaatsen vrouwendubbelspel
| nr.              | finale     | toernooi        | ondergrond    | partner           | tegenstandsters                     | score             |         |
| ---------------- | ---------- | --------------- | ------------- | ----------------- | ----------------------------------- | ----------------- | ------- |
| gewonnen finales |            |                 |               |                   |                                     |                   |         |
| 1.               | 2017-10-21 | WTA Luxemburg   | hardcourt (i) | Lidzija Marozava  | Eugenie Bouchard Kirsten Flipkens   | 6-7, 6-4, [10-6]  | details |
| verloren finales |            |                 |               |                   |                                     |                   |         |
| 1.               | 2016-07-24 | WTA Båstad      | gravel        | Lidzija Marozava  | Andreea Mitu Alicja Rosolska        | 3-6, 5-7          | details |
| 2                | 2019-06-16 | WTA Rosmalen    | gras          | Bibiane Schoofs   | Shuko Aoyama Aleksandra Krunić      | 5-7, 3-6          | details |
| 3.               | 2020-03-08 | WTA Lyon        | hardcourt (i) | Bibiane Schoofs   | Laura-Ioana Paar Julia Wachaczyk    | 5-7, 4-6          | details |
| 4.               | 2021-09-19 | WTA Portorož    | hardcourt     | Aleksandra Krunić | Anna Kalinskaja Tereza Mihalíková   | 6-4, 2-6, [10-12] | details |
| 5.               | 2021-10-31 | WTA Cluj-Napoca | hardcourt (i) | Aleksandra Krunić | Irina Maria Bara Ekaterine Gorgodze | 6-4, 1-6, [9-11]  | details |

### Gewonnen ITF-toernooien enkelspel
| nr. | finale     | toernooi         | dotatie  | tegenstandster in finale | score         |
| --- | ---------- | ---------------- | -------- | ------------------------ | ------------- |
| 1.  | 2011-02-20 | Albufeira        | $ 10.000 | Amra Sadiković           | 3-6, 7-5, 6-2 |
| 2.  | 2014-07-13 | Aschaffenburg    | $ 25.000 | Carina Witthöft          | 7-5, 6-3      |
| 3.  | 2015-11-15 | Équeurdreville   | $ 25.000 | Sofia Sjapatava          | 7-5, 6-3      |
| 4.  | 2018-09-23 | Lissabon         | $ 25.000 | Pemra Özgen              | 6-2, 7-6      |
| 5.  | 2018-09-30 | Clermont-Ferrand | $ 25.000 | Clara Burel              | 6-3, 4-6, 6-4 |
| 6.  | 2019-08-03 | Woking           | $ 25.000 | Pemra Özgen              | 7-6, 6-2      |
| 7.  | 2019-11-10 | Hua Hin          | $ 25.000 | Eudice Chong             | 7-6, 5-7, 7-5 |
| 8.  | 2019-11-17 | Hua Hin          | $ 25.000 | Hurricane Tyra Black     | 6-3, 6-4      |
| 9.  | 2022-07-10 | Corroios-Seixal  | $ 25.000 | Lina Glushko             | 6-4, 6-4      |

### Gewonnen ITF-toernooien dubbelspel
| nr. | finale     | toernooi          | dotatie  | ondergrond    | partner             | tegenstandsters in finale            | score             |
| --- | ---------- | ----------------- | -------- | ------------- | ------------------- | ------------------------------------ | ----------------- |
| 01. | 2013-11-03 | Taipei            | $ 50.000 | hardcourt     | Arantxa Rus         | Chen Yi Luksika Kumkhum              | 6-4, 2-6, [14-12] |
| 02. | 2014-09-21 | Shrewsbury        | $ 25.000 | hardcourt (i) | Richèl Hogenkamp    | Nicola Geuer Viktorija Golubic       | 2-6, 7-5, [10-8]  |
| 03. | 2014-11-09 | Bath              | $ 25.000 | hardcourt (i) | Xenia Knoll         | Barbara Bonić Pemra Özgen            | 6-3, 6-1          |
| 04. | 2015-07-04 | Zeeland           | $ 15.000 | gravel        | Quirine Lemoine     | Conny Perrin Aljona Sotnikova        | 6-2, 3-6, [10-3]  |
| 05. | 2015-08-16 | Westende          | $ 25.000 | hardcourt     | Indy de Vroome      | Ankita Raina Aljona Sotnikova        | 7-6, 6-4          |
| 06. | 2015-11-15 | Équeurdreville    | $ 25.000 | hardcourt (i) | Alexandra Cadanțu   | Jelizaveta Jantsjoek Shérazad Reix   | 6-3, 6-4          |
| 07. | 2016-07-31 | Horb              | $ 25.000 | gravel        | Richèl Hogenkamp    | Anita Husarić Oleksandra Korashvili  | 6-1, 7-6          |
| 08. | 2016-10-22 | Joué-lès-Tours    | $ 50.000 | hardcourt (i) | Ivana Jorović       | Alexandra Cadanțu Jekaterina Jasjina | 6-3, 7-5          |
| 09. | 2017-03-12 | Zhuhai            | $ 60.000 | hardcourt     | Lidzija Marozava    | Ljoedmyla Kitsjenok Nadija Kitsjenok | 6-4, 6-2          |
| 10. | 2017-07-30 | Horb              | $ 25.000 | gravel        | Bibiane Schoofs     | Ágnes Bukta Isabella Shinikova       | 7-5, 6-3          |
| 11. | 2018-03-11 | Zhuhai            | $ 60.000 | hardcourt     | Anna Blinkova       | Nao Hibino Danka Kovinić             | 7-5, 6-4          |
| 12. | 2019-02-24 | Glasgow           | $ 25.000 | hardcourt (i) | Anna Zaja           | Freya Christie Jana Fett             | 6-4, 3-6, [10-3]  |
| 13. | 2019-03-03 | Mâcon             | $ 25.000 | hardcourt (i) | Bibiane Schoofs     | Claudia Giovine Angelica Moratelli   | 6-2, 6-4          |
| 14. | 2019-03-30 | Croissy-Beaubourg | $ 60.000 | hardcourt (i) | Harriet Dart        | Sarah Beth Grey Eden Silva           | 6-3, 6-2          |
| 15. | 2019-10-26 | Istanbul          | $ 25.000 | hardcourt (i) | Richèl Hogenkamp    | Susan Bandecchi Katarzyna Piter      | 6-2, 2-6, [10-6]  |
| 16. | 2019-11-17 | Hua Hin           | $ 25.000 | hardcourt     | Tamarine Tanasugarn | Ng Kwan-yau Zheng Saisai             | 6-2, 7-6          |
| 17. | 2021-02-14 | Potchefstroom     | $ 25.000 | hardcourt     | Bibiane Schoofs     | Naomi Broady Eden Silva              | 4-6, 6-3, [10-6]  |

## Resultaten grandslamtoernooien
| Legenda | Legenda                          |
| ------- | -------------------------------- |
| g.t.    | geen toernooi gehouden           |
| l.c.    | lagere categorie                 |
| –       | niet deelgenomen                 |
| G       | uitgeschakeld in de groepsfase   |
| 1R      | uitgeschakeld in de eerste ronde |
| 2R      | uitgeschakeld in de tweede ronde |
| 3R      | uitgeschakeld in de derde ronde  |
| 4R      | uitgeschakeld in de vierde ronde |
| KF      | uitgeschakeld in de kwartfinale  |
| HF      | uitgeschakeld in de halve finale |
| F       | de finale verloren               |
| W       | het toernooi gewonnen            |
| w-v     | winst/verlies-balans             |

### Enkelspel
| Australian Open | –  | –  | –  | –  |
| Roland Garros   | –  | –  | –  | –  |
| Wimbledon       | –  | 1R | 2R | 2R |
| US Open         | 1R | –  | –  | –  |

### Vrouwendubbelspel
| toernooi        | 2017 | 2018 |      | 2020 | 2021 | 2022 |
| --------------- | ---- | ---- | ---- | ---- | ---- | ---- |
| Australian Open | –    | 2R   | –    | –    | 1R   |      |
| Roland Garros   | –    | 1R   | 1R   | 1R   | –    |      |
| Wimbledon       | 2R   | 1R   | g.t. | 1R   | –    |      |
| US Open         | –    | 2R   | –    | 1R   | –    |      |